# Ključ (predmet)
Ključ je kovinska naprava za zaklepanje in odklepanje ključavnice. Deluje na principu prilegajočih se zobcev, zaradi česar vsaki ključavnici ustreza le en ključ. Potreba po tako velikem številu ključev, ki se med sabo ne smejo ujemati, je privedla do razvoja zelo natančne tehnologije brušenja ključev.